# مسيحية تقدمية

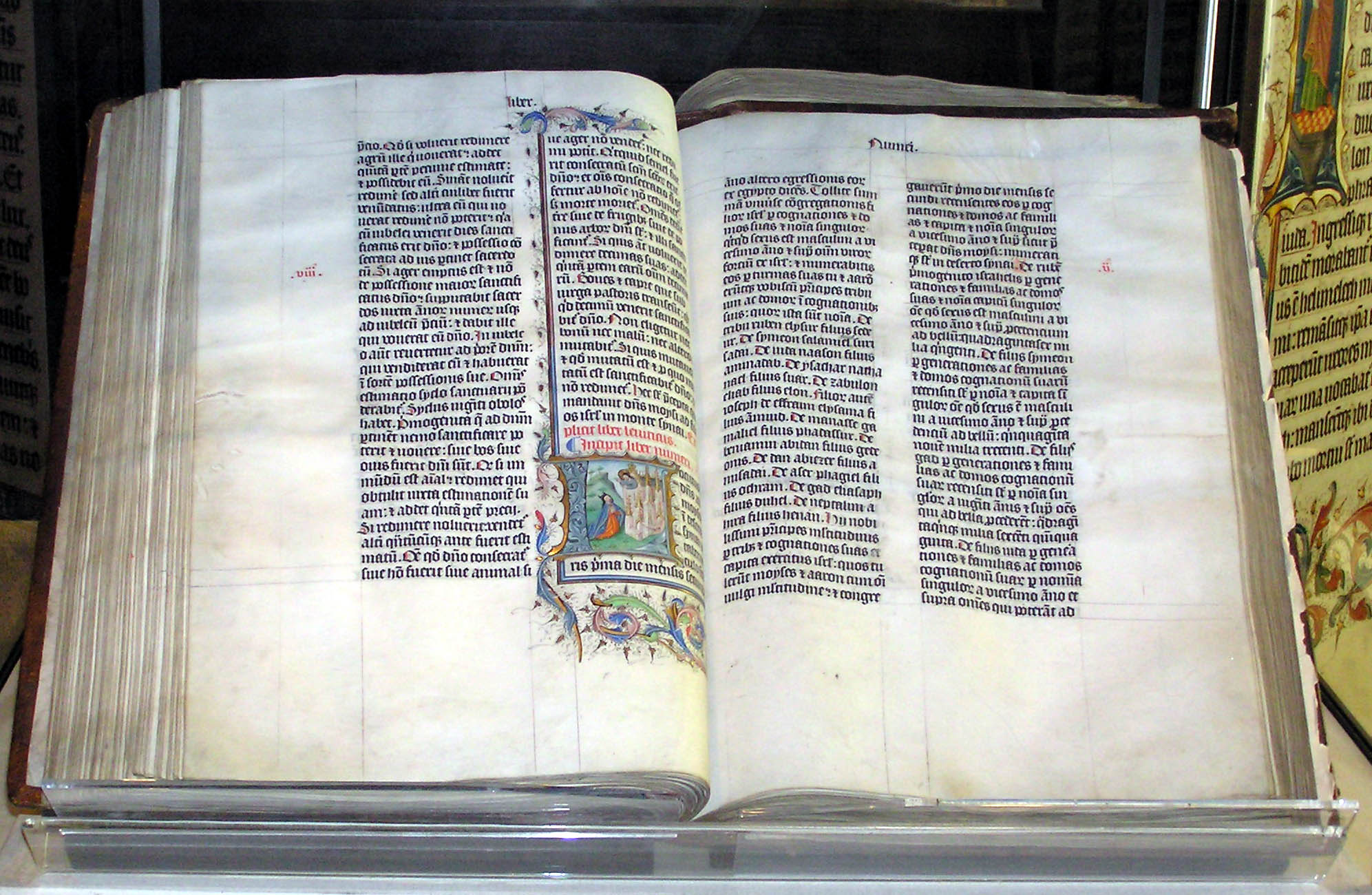
كتاب الانجيل مكتوب باللغة اللاتينية

المسيحية التقدّمية هي «حركة ما بعد الليبرالية» في الديانة المسيحية «التي تسعى إلى تقويم الإيمان عن طريق رؤى ما بعد الحداثة، واسترجاع الحقيقة لما وراء التاريخ القابل للتحقق من صحّة آيات الكتاب المقدّس وذلك وفق تأكيد الحقائق في القصص التي قد لا تكون قد حصلت فعلًا». تمثّل المسيحية التقدمية نهجًا لاهوتيًا في مرحلة ما بعد الحداثة، وليست مرادفة بالضرورة للسياسة التقدّمية، بل نشأت عن المسيحية الليبرالية في العصر الحديث والتي كانت متجذرة في الفكر التنويري.
تتسم المسيحية التقدّمية باستعدادها بالتشكيك في التقاليد، وقبول التنوّع البشري، والتشديد بقوة على العدالة الاجتماعية ورعاية الفقراء والمظلومين، والإشراف البيئي على الأرض. يؤمن المسيحيون التقدّميون إيمانًا عميقًا بمركزية التعاليم، كما في تعاليم يسوع المسيح: «بِهذَا أُوصِيكُمْ حَتَّى تُحِبُّوا بَعْضُكُمْ بَعْضًا» (يوحنا 15:17)، وهذا ما يؤدي إلى التركيز على تعزيز القيم النبيلة كالتعاطف، والعدالة، والرحمة والتسامح، وغالبًا ما يكون ذلك عبر النشاط السياسيّ. على الرغم من بروز هذه الحركة، لا تُعدُّ بأي حال من الأحوال الحركة المهمة الوحيدة للفكر التقدمي لدى المسيحيين.
تستند المسيحية التقدمية إلى رؤى التيارات اللاهوتية المتعددة، بما في ذلك الإنجيلية، الليبرالية، ونيو أرثوذكسية (الأرثوذكسية الحديثة)، والبراغماتية، وما بعد الحداثة، والتعميرية التقدمية (إعادة البناء التقدمي) ولاهوت التحرير. للمرأة واهتماماتها تأثير قوي على الحركة أيضًا، وقد عُبّر عنها في اللاهوت النسوي والنسائي.
على الرغم من استخدام المصطلحين: المسيحية التقدمية والمسيحية الليبرالية بشكل مترادف، فإنهما متمايزَين، رغم التداخل الكبير بينهما.

## الأصل
تعَد أولوية العدالة والرعاية للفئات المضطهدة في المجتمع موضوعًا متكررًا في التقليد النبوي العبراني الذي ورثته المسيحية. انعكس هذا الأمر على الكثير من التقاليد المسيحية اللاحقة في الخدمة والتعبير عن الدين ونشره، ومؤخرًا في الولايات المتحدة من خلال الانخراط المسيحي في الاتجاهات السياسية كالحركة التقدمية والإنجيل الاجتماعي.
طوال القرن العشرين، كان هناك نمط من الفكر المسيحي التقدمي أو الليبرالي الذي يُحدد قيم (المُجتمع الصالح)، فهو يُشدد على الإنصاف والعدالة والمسؤولية والرحمة، ويُدين أشكال الحكم الذي يشنًّ حروبًا ظالمة، أو يتخذ من الفساد طريقًا لاستمراره في السلطة، أو يحرم الفقراء من التسهيلات أو المرافق، أو يستثني فئات عرقية أو جنسية معينة من المشاركة العادلة في الحريات الوطنية. تأثّرت كنائس الولايات المتحدة الرئيسة بالمسيحية التقدمية، وعكست التوجّهات العالمية في أنشطة الطلاب. ساهمت المسيحية التقدمية أيضًا في الحركة المسكونية الممثلة دوليًا بالاتحاد العالمي للطلاب المسيحيين ومجلس الكنائس العالمي على الصعيد الدولي، وعلى الصعيد الوطني عبر جماعات كالمجلس الوطني للكنائس في الولايات المتحدة، والحركة الطلابية المسيحية الأسترالية.

## الحركة المعاصرة
لقد كان صعود الحركة الإنجيلية في الولايات المتحدة، وبخاصةٍ في أشكالها الأكثر تحفظًا، سببًا في تحدي العديد من الناس في الكنائس الرئيسة. ومؤخّرًا، أولى الكاتب الأمريكي جيم واليس من مجلة «سوجورنس» اهتمامًا كبيرًا بأولئك الذي يرغبون في تحدي صعود هذه الحركة، واصفًا نفسه بالمبشّر المسيحي التقدّمي، بالرغم من رفض «سوجورنس» للإعلانات التي تحث الكنائس الرئيسة على الترحيب بأعضاء مثليي الجنس. مكّن هذا الأمر العديد من المسيحيين الذين يشعرون بعدم الارتياح حيال المُبشرين المحافظين من تصنيف أنفسهم صراحة بِـ (المسيحيين التقدّميين). في بداية هذه الحركة الجديدة لتنظيم المسيحيين التقدميين، كانت «شبكة المدونين المسيحيين التقدميين» هي القوة الوحيدة المتماسكة والأضخم، وكثيرًا ما يجد المؤيدون بعضهم ويتواصلون معهم عبر عشرات غرف الدردشة على الإنترنت.
ضمّت المبادرات البارزة داخل الحركة من أجل المسيحية التقدّمية مركزَ المسيحية التقدمية في كامبردج (تي سي بّي سي)، معهد ماساتشوستس، وجمعية التطويبات،ومنظمة حملة كروس ليفت، والفريق التقني العامل المعني في الإصلاح الاجتماعي، والكنيسة الأسقفية التقدّمية (تي بّي إي سي).
انضمّت كروس ليفت إلى شبكة كل صوت (إي في إن)، وتعاونيّة طلب البركة Claiming the Blessing، في أكتوبر 2005؛ لعقد مؤتمر رئيس بعنوان «الطريق إلى العمل»، في الكاتدرائية الوطنية في واشنطن العاصمة. كان من بين المتحدثين «إي. جاي. ديون»، «ريتشارد باكرد»، «جيم واليس»، «السناتور دانفروث»، و«ديفيد هولينجر».
تُمثّل شبكة المسيحية التقدّمية البريطانية الحركةَ في المملكة المتحدة. كان من بين المنظمات البارزة وذات الصلة، مرز المسيحية الراديكالية في سانت ماركس، وشيفيلد، وشبكة بحر الإيمان التي تتخذ من المملكة المتحدة مقرًا لها.
أمثلة على تصريحات المعتقدات المسيحية التقدّمية المعاصرة:
- النقاط الثمانية التي أصدرها مركز المسيحية التقدمية في كامبردج (تي سي بّي سي): بيان عن الاتفاق بشأن المسيحية كأساس للتسامح وحقوق الإنسان.
- شملت تأكيدات فينكس التي أصدرها كروسوالك (فينكيس، إيه زد) على اثنتي عشرة نقطة تُعرّف فيها المحبة المسيحية للإله، والمحبة المسيحية للجار، والمحبة المسيحية للذات.
- قالة (المسيحية الشعبية التقدّميّة: ثورة هادئة) بقلم «هال توسيج» التي نُشرت في مجلة (ذا فورث آر) في مايو 2006.
- تعريف العمل المُستخدم في كتاب «روجر ويسلي» سمك التقبيل: المسيحية لمن لا يحبون المسيحية:

[...] المسيحية التقدمية: هي نهج للإيمان المسيحي المتأثر بما بعد الليبرالية وما بعد الحداثة، تنادي يسوع الناصري بالمسيح المخلّص والربّ، وتؤكّد على طريقة يسوع وتعاليمه، لا على مجرد شخصه، وتُشدد على الذات الإلهية لا على رِفعتها فحسب، وتميل إلى وحدة الموجود وأن الكون جزء من الرب، لا إلى اللاهوت الخارق، وتُؤكد على أن الخلاص الآن وهنا، لا في وقت لاحق في السماء، وتُشدد على أن الخلاص من أجل حياة أبديّة/وفيرة تُنقذ من الجحيم، وتُشدد على الجوانب الاجتماعية/الطائفية للخلاص بدلًا من مجرد الشخصيّة، وتُشدد على العدالة الاجتماعية باعتبارها جزءًا لا يتجزأ من التلمذة المسيحية، وتأخذ بالكتاب المقدّس على محمل الجد وليس بالضرورة أن تأخذه حرفيًا، وتحتضن فهمًا مجازيًا أكثر تفسيرًا، وتُشدد على الأرثوباكسيّة (تقويم التشوه) بدلًا من المعتقدات الأرثوذكسية (الأفعال الصحيحة تغلِب المعتقدات الصحيحة)، وتعتنق أسباب الرُشد كما المفارقة والغموض، وبدلًا من الولاء الأعمى للمذاهب، فلا تعتبر المثليّة الجنسية خطيئة، ولا تدّعي أن المسيحية هي الطريقة الوحيدة الصالحة، أو القابلة للتواصل مع الرب (أي أنها ليست حصريّة).
- كما ذكر ولسي، فإن المسيحية التقدمية تميل نحو عقيدة وحدة الوجود لا إلى الألوهية الخارقة، إذ يكمن دور عقيدة الوحدانية في المسيحية التقدمية في تحويل التركيز من الاعتقاد إلى الممارسة التأملية والعقيدة التجريبية. لهذا غالبًا ما تتّسم المسيحية التقدمية بأشكال التأمل في العبادة.[13]